# ديبورا ويليس
ديبورا ويليس هي كاتِبة كندية، ولدت في القرن العشرين في كالغاري في كندا.